# Idaea aurata
Idaea aurata là một loài bướm đêm trong họ Geometridae.